# Todd Howard
Todd Howard, född 25 april 1971, är en amerikansk datorspelsregissör, designer och producent. Han tjänstgör för närvarande som spelregissör och exekutiv producent för Bethesda Game Studios, där han har lett utvecklingen av titlar inom spelserierna Fallout och The Elder Scrolls. GamePro namngav honom som topp 20 mest inflytelserika personerna i spelbranschen under de senaste 20 åren. Han har också utsetts till en av IGN:s bästa datorspelsskapare genom tiderna. Han fick en av branschens högsta utmärkelser genom att ha blivit namngiven som Bästa spelregissör av Academy of Interactive Arts and Sciences under 2012. År 2014 fick han Lara of Honor, Tysklands Lifetime Achievement Award för spel. Todd Howard är en av ett litet antal utvecklare som har skapat tre spel på raken (Oblivion, Fallout 3 och Skyrim) som har vunnit årets spel-utmärkelser.

## Ludografi
| År   | Speltitel                                 | Roll                         |
| ---- | ----------------------------------------- | ---------------------------- |
| 1994 | The Elder Scrolls: Arena                  | Speltestare                  |
| 1995 | The Terminator: Future Shock              | Producent, designer          |
| 1996 | SkyNET                                    | Producent, designer          |
| 1996 | The Elder Scrolls II: Daggerfall          | Designer                     |
| 1998 | The Elder Scrolls Adventures: Redguard    | Regissör, designer           |
| 2002 | The Elder Scrolls III: Morrowind          | Regissör, designer           |
| 2006 | The Elder Scrolls IV: Oblivion            | Regissör, exekutiv producent |
| 2006 | The Elder Scrolls IV: Knights of the Nine | Regissör, exekutiv producent |
| 2007 | The Elder Scrolls IV: Shivering Isles     | Regissör, exekutiv producent |
| 2008 | Fallout 3                                 | Regissör                     |
| 2011 | The Elder Scrolls V: Skyrim               | Regissör                     |
| 2012 | The Elder Scrolls V: Skyrim – Dawnguard   | Regissör                     |
| 2012 | The Elder Scrolls V: Skyrim – Hearthfire  | Regissör                     |
| 2012 | The Elder Scrolls V: Skyrim – Dragonborn  | Regissör                     |
| 2015 | Fallout Shelter                           | Regissör                     |
| 2015 | Fallout 4                                 | Regissör                     |
| 2023 | Starfield                                 | Regissör                     |